# Claes Leo Lindwall
Claes Hugo Leo Lindwall, född 3 februari 1946 i Stockholm, svensk journalist, skribent och webbdesigner.

## Biografi
Leo Lindwall tog examen från journalisthögskolan i Stockholm 1971. Året därpå anställdes han på Ergo som chefredaktör och ansvarig utgivare. Åren 1975 till 1987 var han anställd på Dagens Nyheter och åren 1981 till 1984 var han klubbordförande för Dagens Nyheters journalistklubb. År 1986 blev Leo Lindwall ordförande för Journalistföreningen i Stockholm och året därpå valdes han till ordförande i Svenska Journalistförbundet. Vid journalistkongressen 1995 lämnade han posten som ordförande och har sedan dess arbetat med journalistik och information.